# Sport Réunis de Delémont 2021-2022
Questa voce raccoglie le informazioni riguardanti il Sport Réunis de Delémont nelle competizioni ufficiali della stagione 2021-2022.

## Stagione
Nella stagione 2021-2022 il Delemont, allenato da Armend Gashi, concluse il campionato di Prima Lega al 3º posto. In Coppa Svizzera il Delemont fu eliminato al primo turno dal Winterthur.

## Rosa
| N. |                     | Ruolo | Calciatore                 |
| -- | ------------------- | ----- | -------------------------- |
| 1  | Svizzera (bandiera) | P     | Valmir Sallaj              |
| 2  | Svizzera (bandiera) | C     | Romain Baume               |
| 3  | Francia (bandiera)  | D     | Jérémy Ducommun-dit-Boudry |
| 4  | Svizzera (bandiera) | D     | Florent Jubin              |
| 5  | Svizzera (bandiera) | D     | Léo Farine                 |
| 7  | Italia (bandiera)   | A     | Aurelio Currenti           |
| 8  | Nigeria (bandiera)  | C     | Steven Ukoh                |
| 9  | Francia (bandiera)  | A     | Terrence Makengo           |
| 10 | Francia (bandiera)  | C     | Martin François            |
| 11 | Svizzera (bandiera) | D     | Theo Guil                  |
| 13 | Spagna (bandiera)   | C     | Iago Quintas               |
| 15 | Francia (bandiera)  | D     | Mattéo Cesca               |
| 15 | Svizzera (bandiera) | D     | Maxence Lüchinger          |
| 16 | Spagna (bandiera)   | C     | Gabriel Oreja              |
| 17 | Svizzera (bandiera) | C     | Florent Hushi              |
| 18 | Francia (bandiera)  | D     | Daoud Touré                |

| N. |                       | Ruolo | Calciatore                 |
| -- | --------------------- | ----- | -------------------------- |
| 18 | Svizzera (bandiera)   | A     | Alessandro Forte           |
| 19 | Francia (bandiera)    | C     | Sofiane Achour             |
| 20 | Svizzera (bandiera)   | P     | Mathieu Chapuis            |
| 21 | Svizzera (bandiera)   | C     | Noha Sylvestre             |
| 22 | Svizzera (bandiera)   | D     | Valentin Cuenat            |
| 22 | Francia (bandiera)    | A     | Mehdi Benhaddouche         |
| 22 | Francia (bandiera)    | A     | Florian Jacquel            |
| 23 | Svizzera (bandiera)   | C     | Nohan Cuenat               |
| 24 | Francia (bandiera)    | C     | Matheo Lalarme             |
| 26 | Svizzera (bandiera)   | C     | Nathan Ducommun            |
| 29 | Guinea (bandiera)     | A     | Mohamed Camara             |
|    | Svizzera (bandiera)   | P     | Léonard Joliat             |
|    | Svizzera (bandiera)   | P     | Marc Ummel                 |
|    | Portogallo (bandiera) | C     | Patrick Rodrigues Ferreira |
|    | Angola (bandiera)     | A     | Kevin Mapwata              |

## Organigramma societario
Area tecnica
- Allenatore: Armend Gashi
- Allenatore in seconda:
- Preparatore dei portieri:
- Preparatori atletici:

## Calciomercato

### Sessione estiva
| Acquisti | Acquisti         | Acquisti          | Acquisti |
| R.       | Nome             | da                | Modalità |
| -------- | ---------------- | ----------------- | -------- |
| C        | Martin François  | Louhans-Cuiseaux  |          |
| A        | Terrence Makengo | Villefranche      |          |
| D        | Léo Farine       | Neuchâtel Xamax   |          |
| C        | Labinot Haziri   | Langenthal        |          |
| C        | Noha Sylvestre   | La Chaux-de-Fonds |          |

| Cessioni | Cessioni           | Cessioni          | Cessioni |
| R.       | Nome               | a                 | Modalità |
| -------- | ------------------ | ----------------- | -------- |
| A        | Arnó Nyerges       | Echallens         |          |
| A        | Mehdi Benhaddouche | Bassecourt        |          |
| A        | Cyril Brunner      | Tavannes Tramelan |          |
| C        | Bastien Hulmann    | Courtételle       |          |
| P        | Helder Moises      | Bassecourt        |          |
| A        | Mohamed Camara     | Horn              |          |
| A        | Oumar Gaye         | Lörrach           |          |

### Sessione invernale
| Acquisti | Acquisti           | Acquisti          | Acquisti |
| R.       | Nome               | da                | Modalità |
| -------- | ------------------ | ----------------- | -------- |
| D        | Mattéo Cesca       | La Chaux-de-Fonds |          |
| A        | Mehdi Benhaddouche | Bassecourt        |          |
| A        | Kevin Mapwata      | La Chaux-de-Fonds |          |
| P        | Marc Ummel         | La Chaux-de-Fonds |          |

| Cessioni | Cessioni       | Cessioni         | Cessioni |
| R.       | Nome           | a                | Modalità |
| -------- | -------------- | ---------------- | -------- |
| C        | Labinot Haziri | Langenthal       |          |
| C        | Bryan Zola     | FC Diaspora 2014 |          |

## Risultati

### Prima Lega

#### andata
| Zurigo 22 agosto 2021, ore 15:30 CEST 1ª giornata                                     | Kosova Zurigo | 1 – 3 referto                          | Delémont | Sportanlage Buchlern (150 spett.) |
| \| \| \| \| \| Medaglia 20’ \| Marcatori \| 61’ Jacquel 62’ Achour 90’ (rig.) Ukoh \| |               |                                        |          |                                   |
|                                                                                       |               |                                        |          |                                   |
| Medaglia 20’                                                                          | Marcatori     | 61’ Jacquel 62’ Achour 90’ (rig.) Ukoh |          |                                   |

| Delémont 29 agosto 2021, ore 16:00 CEST 2ª giornata                                              | Delémont  | 2 – 3 referto                            | Höngg | Stadio La Blancherie (375 spett.) |
| \| \| \| \| \| Haziri 37’ Achour 38’ \| Marcatori \| 55’ (rig.) Forny 60’ Stojanov 90’ Anioke \| |           |                                          |       |                                   |
|                                                                                                  |           |                                          |       |                                   |
| Haziri 37’ Achour 38’                                                                            | Marcatori | 55’ (rig.) Forny 60’ Stojanov 90’ Anioke |       |                                   |

| Zugo 4 settembre 2021, ore 16:00 CEST 3ª giornata                    | Lucerna II | 2 – 1 referto | Delémont | Stadio Herti Allmend |
| \| \| \| \| \| Jashari 70’ (rig.), 89’ \| Marcatori \| 90’ Haziri \| |            |               |          |                      |
|                                                                      |            |               |          |                      |
| Jashari 70’ (rig.), 89’                                              | Marcatori  | 90’ Haziri    |          |                      |

| Soletta 11 settembre 2021, ore 16:00 CEST 4ª giornata           | Soletta   | 1 – 1 referto | Delémont | Stadion Solothurn (220 spett.) |
| \| \| \| \| \| Chatton 11’ (rig.) \| Marcatori \| 37’ Haziri \| |           |               |          |                                |
|                                                                 |           |               |          |                                |
| Chatton 11’ (rig.)                                              | Marcatori | 37’ Haziri    |          |                                |

| Delémont 18 settembre 2021, ore 19:00 CEST 5ª giornata                      | Delémont  | 1 – 2 referto         | Münsingen | Stadio La Blancherie |
| \| \| \| \| \| François 65’ (rig.) \| Marcatori \| 48’ Gerber 50’ Gasser \| |           |                       |           |                      |
|                                                                             |           |                       |           |                      |
| François 65’ (rig.)                                                         | Marcatori | 48’ Gerber 50’ Gasser |           |                      |

| Zugo 25 settembre 2021, ore 16:00 CEST 6ª giornata                       | Zugo      | 1 – 2 referto            | Delémont | Stadio Herti Allmend (175 spett.) |
| \| \| \| \| \| Marinovic 88’ \| Marcatori \| 11’ Sylvestre 67’ Achour \| |           |                          |          |                                   |
|                                                                          |           |                          |          |                                   |
| Marinovic 88’                                                            | Marcatori | 11’ Sylvestre 67’ Achour |          |                                   |

| Delémont 1º ottobre 2021, ore 20:00 CEST 7ª giornata                              | Delémont  | 3 – 1 referto | Schötz | Stadio La Blancherie (280 spett.) |
| \| \| \| \| \| François 42’ Jacquel 53’ Haziri 88’ \| Marcatori \| 30’ Mazreku \| |           |               |        |                                   |
|                                                                                   |           |               |        |                                   |
| François 42’ Jacquel 53’ Haziri 88’                                               | Marcatori | 30’ Mazreku   |        |                                   |

| Langenthal 17 ottobre 2021, ore 15:00 CEST 8ª giornata                                         | Langenthal | 1 – 4 referto                                     | Delémont | Sportplatz Rankmatte |
| \| \| \| \| \| Wernli 34’ \| Marcatori \| 13’, 78’ Haziri 74’ Ducommun-dit-Boudry 82’ Touré \| |            |                                                   |          |                      |
|                                                                                                |            |                                                   |          |                      |
| Wernli 34’                                                                                     | Marcatori  | 13’, 78’ Haziri 74’ Ducommun-dit-Boudry 82’ Touré |          |                      |

| Delémont 24 ottobre 2021, ore 15:00 CEST 9ª giornata                       | Delémont  | 2 – 1 referto | Buochs | Stadio La Blancherie (480 spett.) |
| \| \| \| \| \| Achour 47’ François 58’ (rig.) \| Marcatori \| 45’ Adwan \| |           |               |        |                                   |
|                                                                            |           |               |        |                                   |
| Achour 47’ François 58’ (rig.)                                             | Marcatori | 45’ Adwan     |        |                                   |

| Bassecourt 31 ottobre 2021, ore 14:30 CEST 10ª giornata            | Bassecourt | 2 – 1 referto | Delémont | Stade des Grands-Prés |
| \| \| \| \| \| Coulibaly 22’, 57’ \| Marcatori \| 37’ Sylvestre \| |            |               |          |                       |
|                                                                    |            |               |          |                       |
| Coulibaly 22’, 57’                                                 | Marcatori  | 37’ Sylvestre |          |                       |

| Delémont 7 novembre 2021, ore 15:00 CET 11ª giornata                                            | Delémont  | 3 – 3 referto                     | Köniz | Stadio La Blancherie (325 spett.) |
| \| \| \| \| \| Makengo 39’, 64’ Haziri 40’ \| Marcatori \| 22’ Vula 59’ Andrist 75’ Budakova \| |           |                                   |       |                                   |
|                                                                                                 |           |                                   |       |                                   |
| Makengo 39’, 64’ Haziri 40’                                                                     | Marcatori | 22’ Vula 59’ Andrist 75’ Budakova |       |                                   |

| Wohlen 13 novembre 2021, ore 16:00 CET 12ª giornata      | Wohlen    | 2 – 0 referto | Delémont | Stadion Niedermatten |
| \| \| \| \| \| Milicaj 15’ Giampà 70’ \| Marcatori \| \| |           |               |          |                      |
|                                                          |           |               |          |                      |
| Milicaj 15’ Giampà 70’                                   | Marcatori |               |          |                      |

| Delémont 21 novembre 2021, ore 15:00 CET 13ª giornata                                | Delémont  | 2 – 2 referto             | Grasshoppers II | Stadio La Blancherie |
| \| \| \| \| \| François 32’ Makengo 38’ \| Marcatori \| 52’ Rastoder 90’ Mesonero \| |           |                           |                 |                      |
|                                                                                      |           |                           |                 |                      |
| François 32’ Makengo 38’                                                             | Marcatori | 52’ Rastoder 90’ Mesonero |                 |                      |

| Delémont 28 novembre 2021, ore 15:00 CET 14ª giornata                                                      | Delémont  | 4 – 3 referto                  | Kosova Zurigo | Stadio La Blancherie |
| \| \| \| \| \| Makengo 3’, 45’ Currenti 77’ Ducommun 85’ \| Marcatori \| 7’ Osmani 30’ Renia 43’ Avdyli \| |           |                                |               |                      |
| |           |                                |               |                      |
| Makengo 3’, 45’ Currenti 77’ Ducommun 85’                                                                  | Marcatori | 7’ Osmani 30’ Renia 43’ Avdyli |               |                      |

| Zurigo 5 marzo 2022, ore 16:00 CET 15ª giornata                       | Höngg     | 1 – 2 referto           | Delémont | Sportplatz Hönggerberg (239 spett.) |
| \| \| \| \| \| Klincov 87’ \| Marcatori \| 40’ François 76’ Camara \| |           |                         |          |                                     |
|                                                                       |           |                         |          |                                     |
| Klincov 87’                                                           | Marcatori | 40’ François 76’ Camara |          |                                     |

#### ritorno
| Delémont 13 marzo 2022, ore 14:30 CET 16ª giornata                  | Delémont  | 2 – 1 referto | Lucerna II | Stadio La Blancherie |
| \| \| \| \| \| Cesca 3’ Makengo 37’ \| Marcatori \| 46’ Bachmann \| |           |               |            |                      |
|                                                                     |           |               |            |                      |
| Cesca 3’ Makengo 37’                                                | Marcatori | 46’ Bachmann  |            |                      |

| Delémont 20 marzo 2022, ore 14:30 CET 17ª giornata                 | Delémont  | 1 – 2 referto         | Soletta | Stadio La Blancherie (790 spett.) |
| \| \| \| \| \| Camara 48’ \| Marcatori \| 68’ Domoraud 81’ Mast \| |           |                       |         |                                   |
|                                                                    |           |                       |         |                                   |
| Camara 48’                                                         | Marcatori | 68’ Domoraud 81’ Mast |         |                                   |

| Münsingen 30 marzo 2022, ore 20:15 CEST 18ª giornata               | Münsingen | 0 – 3 referto                    | Delémont | Sportanlage Sandreutenen (200 spett.) |
| \| \| \| \| \| \| Marcatori \| 30’ François 36’ Guil 72’ Camara \| |           |                                  |          |                                       |
|                                                                    |           |                                  |          |                                       |
|                                                                    | Marcatori | 30’ François 36’ Guil 72’ Camara |          |                                       |

| Delémont 13 aprile 2022, ore 20:15 CEST 19ª giornata        | Delémont  | 1 – 1 referto | Zugo | Stadio La Blancherie (280 spett.) |
| \| \| \| \| \| François 88’ \| Marcatori \| 14’ Ugljesic \| |           |               |      |                                   |
|                                                             |           |               |      |                                   |
| François 88’                                                | Marcatori | 14’ Ugljesic  |      |                                   |

| Schötz 9 aprile 2022, ore 16:00 CEST 20ª giornata                    | Schötz    | 0 – 4 referto                      | Delémont | Fußballanlage Wissenhusen |
| \| \| \| \| \| \| Marcatori \| 27’ Cesca 39’ Ukoh 61’, 72’ Camara \| |           |                                    |          |                           |
|                                                                      |           |                                    |          |                           |
|                                                                      | Marcatori | 27’ Cesca 39’ Ukoh 61’, 72’ Camara |          |                           |

| Delémont 22 aprile 2022, ore 20:15 CEST 21ª giornata                | Delémont  | 2 – 0 referto | Langenthal | Stadio La Blancherie (586 spett.) |
| \| \| \| \| \| Cesca 15’ Ducommun-dit-Boudry 51’ \| Marcatori \| \| |           |               |            |                                   |
|                                                                     |           |               |            |                                   |
| Cesca 15’ Ducommun-dit-Boudry 51’                                   | Marcatori |               |            |                                   |

| Buochs 30 aprile 2022, ore 16:00 CEST 22ª giornata                             | Buochs    | 2 – 2 referto           | Delémont | Sportplatz Seefeld (150 spett.) |
| \| \| \| \| \| Neziraj 3’ Frank 26’ \| Marcatori \| 21’ Camara 83’ Currenti \| |           |                         |          |                                 |
|                                                                                |           |                         |          |                                 |
| Neziraj 3’ Frank 26’                                                           | Marcatori | 21’ Camara 83’ Currenti |          |                                 |

| Delémont 7 maggio 2022, ore 20:00 CEST 23ª giornata                 | Delémont  | 2 – 1 referto | Bassecourt | Stadio La Blancherie |
| \| \| \| \| \| Achour 31’ Camara 39’ \| Marcatori \| 38’ Antunes \| |           |               |            |                      |
|                                                                     |           |               |            |                      |
| Achour 31’ Camara 39’                                               | Marcatori | 38’ Antunes   |            |                      |

| Köniz 14 maggio 2022, ore 16:00 CEST 24ª giornata                                        | Köniz     | 3 – 2 referto                 | Delémont | Sportplatz Liebefeld-Hessgut |
| \| \| \| \| \| Mejdi 27’ Costa 47’, 76’ \| Marcatori \| 15’ (rig.) Makengo 31’ Camara \| |           |                               |          |                              |
|                                                                                          |           |                               |          |                              |
| Mejdi 27’ Costa 47’, 76’                                                                 | Marcatori | 15’ (rig.) Makengo 31’ Camara |          |                              |

| Delémont 21 maggio 2022, ore 16:00 CEST 25ª giornata                                 | Delémont  | 1 – 4 referto                          | Wohlen | Stadio La Blancherie |
| \| \| \| \| \| Mapwata 38’ \| Marcatori \| 14’, 62’ Milicaj 45’ Lugo 88’ Tanzillo \| |           |                                        |        |                      |
|                                                                                      |           |                                        |        |                      |
| Mapwata 38’                                                                          | Marcatori | 14’, 62’ Milicaj 45’ Lugo 88’ Tanzillo |        |                      |

| Niederhasli 28 maggio 2022, ore 16:00 CEST 26ª giornata                      | Grasshoppers II | 1 – 2 referto                 | Delémont | GC Campus AG (150 spett.) |
| \| \| \| \| \| Rastoder 12’ \| Marcatori \| 50’ Camara 67’ (aut.) Luburić \| |                 |                               |          |                           |
|                                                                              |                 |                               |          |                           |
| Rastoder 12’                                                                 | Marcatori       | 50’ Camara 67’ (aut.) Luburić |          |                           |

### Coppa Svizzera
| Arbitro: | Thies |

|  |           |                                                                |
|  | Marcatori | 32’ (rig.) Buess 53’ Baak 62’ Isik 76’, 86’ Ballet 79’ Volkart |

## Statistiche

### Statistiche di squadra
| Competizione   | Punti | In casa | In casa | In casa | In casa | In casa | In casa | In trasferta | In trasferta | In trasferta | In trasferta | In trasferta | In trasferta | Totale | Totale | Totale | Totale | Totale | Totale | DR  |
| Competizione   | Punti | G       | V       | N       | P       | Gf      | Gs      | G            | V            | N            | P            | Gf           | Gs           | G      | V      | N      | P      | Gf     | Gs     | DR  |
| -------------- | ----- | ------- | ------- | ------- | ------- | ------- | ------- | ------------ | ------------ | ------------ | ------------ | ------------ | ------------ | ------ | ------ | ------ | ------ | ------ | ------ | --- |
| Prima Lega     | 44    | 13      | 6       | 3       | 4       | 26      | 24      | 13           | 7            | 2            | 4            | 27           | 17           | 26     | 13     | 5      | 8      | 53     | 41     | +12 |
| Coppa Svizzera | -     | 1       | 0       | 0       | 1       | 0       | 6       | 0            | 0            | 0            | 0            | 0            | 0            | 1      | 0      | 0      | 1      | 0      | 6      | -6  |
| Totale         | 44    | 14      | 6       | 3       | 5       | 26      | 30      | 13           | 7            | 2            | 4            | 27           | 17           | 27     | 13     | 5      | 9      | 53     | 47     | +6  |

### Andamento in campionato
| Giornata  | 1 | 2 | 3 | 4 | 5  | 6  | 7  | 8 | 9 | 10 | 11 | 12 | 13 | 14 | 15 | 16 | 17 | 18 | 19 | 20 | 21 | 22 | 23 | 24 | 25 | 26 |
| --------- | - | - | - | - | -- | -- | -- | - | - | -- | -- | -- | -- | -- | -- | -- | -- | -- | -- | -- | -- | -- | -- | -- | -- | -- |
| Luogo     | T | C | T | T | C  | T  | C  | T | C | T  | C  | T  | C  | C  | T  | C  | C  | T  | C  | T  | C  | T  | C  | T  | C  | T  |
| Risultato | V | P | P | N | P  | V  | V  | V | V | P  | N  | P  | N  | V  | V  | V  | P  | V  | N  | V  | V  | N  | V  | P  | P  | V  |
| Posizione | 5 | 6 | 9 | 9 | 10 | 10 | 10 | 6 | 3 | 6  | 6  | 7  | 7  | 6  | 5  | 5  | 5  | 5  | 4  | 3  | 3  | 3  | 3  | 3  | 3  | 3  |

Legenda:

Luogo: C = Casa; T = Trasferta. Risultato: V = Vittoria; N = Pareggio; P = Sconfitta.